# Talos sampsoni
Talos — вимерлий рід хижих птахоподібних динозаврів-тероподів, розвиненого троодонтида, який жив у пізній крейдяний період (кінець кампанії, близько 76 млн років) у географічній зоні, яка зараз є штатом Юта, США.

## Відкриття

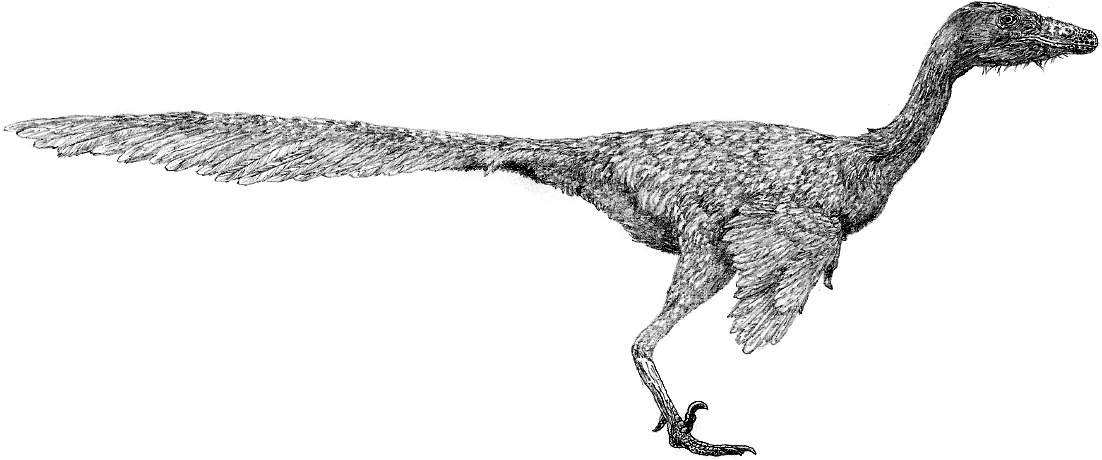

Талос відомий лише з голотипного зразка UMNH VP 19479, часткового посткраніального скелета недорослої особини, включаючи задні кінцівки, таз, фрагменти хребців, шеврони та ліву ліктьову кістку. Він був виявлений і зібраний у 2008 році М. Дж. Кнеллом під час проєкту басейну Кайпаровіц, започаткованого Університетом штату Юта у 2000 році, у формації Кайпаровіц у межах Національного пам'ятника Велика Сходи–Ескаланте. Його вперше назвали Ліндсей Е. Занно, Девід Дж. Варрічкіо, Патрік М. О'Коннор, Алан Л. Тітус і Майкл Дж. Кнелл у 2011 році, а типовим видом є Talos sampsoni. Родова назва походить від Талоса, гігантського бронзового автомата в грецькій міфології, і це каламбур англійського слова talon. Видова назва вшановує телевізійного палеонтолога доктора Скотта Д. Семпсона за дослідження та збір скам'янілостей під час проєкту басейну Кайпаровіц.

## Опис
Талос — троодонт, група невеликих, схожих на птахів, грациальних манірапторів. Усі троодонтиди мають багато унікальних особливостей черепа, таких як тісно розташовані зуби на нижній щелепі та велика кількість зубів. Троодонтиди мають серпоподібні кігті та руки хижаків, а також одні з найвищих непташиних коефіцієнтів енцефалізації, що означає, що вони були розвиненими в поведінці та мали гострі чуття. Довжина Талоса приблизно 2 метри, а його вага оцінюється в тридцять вісім кілограмів. Талос мав серпоподібний кіготь. Цей екземпляр був пошкоджений за життя, можливо, під час нападу на здобич.

## Середовище існування
Єдиний відомий зразок Талоса був знайдений у формації Кайпаровіц на півдні Юти. Аргоно-аргонове радіометричне датування вказує на те, що формація Кайпаровіц була відкладена між 76,1 і 74,0 мільйонами років тому, під час кампанського періоду пізньої крейди. Під час пізнього крейдяного періоду місце формації Кайпаровіц було розташоване біля західного берега Західного внутрішнього морського шляху, великого внутрішнього моря, яке розділило Північну Америку на два масиви суші, Ларамідію на заході та Аппалачі на сході. Плато, де жили динозаври, було стародавньою заплавою, де переважали великі протоки та велика кількість заболочених торф'яних боліт, ставків і озер, і межувала з високогір'ям. Клімат був мокрим і вологим і підтримував велику кількість різноманітних організмів. Ця формація містить одні з найкращих і найпостійніших записів наземного життя пізньої крейди у світі.